# Ministri dell'ecologia della Francia
Questo articolo mostra l'elenco dei ministri dell'ecologia o dell'ambiente della Francia. Il nome esatto della funzione può variare a seconda della nomina. Le date indicate sono le date di assunzione o di cessazione dalle funzioni, che generalmente sono il giorno antecedente la data di pubblicazione del decreto di nomina nel Journal officel.

## Elenco
| Jacques Chaban-Delmas                  | Primo ministro | Robert Poujade                    | Ministro delegato alla protezione della natura e all'ambiente                                             | Chaban-Delmas   | 7 gennaio 1971   | 5 luglio 1972    |
| Pierre Messmer                         | Primo ministro | Robert Poujade                    | Ministro delegato alla protezione della natura e all'ambiente                                             | Messmer I       | 6 luglio 1972    | 28 marzo 1973    |
| Robert Poujade                         | Ministro della protezione della natura e dell'ambiente | Nessuno                           | Nessuno                                                                                                   | Messmer II      | 5 aprile 1973    | 27 febbraio 1974 |
| Alain Peyrefitte                       | Ministro degli affari culturali e dell'ambiente | Paul Dijoud                       | Segretario di Stato per l'ambiente                                                                        | Messmer III     | 1º marzo 1974    | 27 maggio 174    |
| Presidenza di Valéry Giscard d'Estaing | |                                   | |                 |                  |                  |
| 'André Jarrot'                         | Ministro della qualità della vita | Gabriel Péronnet                  | Segretario di Stato per l'ambiente                                                                        | Chirac I        | 8 giugno 1974    | 29 ottobre 1974  |
| 'André Jarrot'                         | Ministro della qualità della vita | Nessuno                           | Nessuno                                                                                                   | Nessuno         | 29 ottobre 1974  | 12 gennaio 1976  |
| André Fosset                           | Ministro della qualità della vita | Paul Granet                       | Segretario di Stato per l'ambiente                                                                        | Chirac I        | 12 gennaio 1976  | 25 agosto 1976   |
| Vincent Ansquer                        | Ministro della qualità della vita | Nessuno                           | Nessuno                                                                                                   | Barre I         | 27 agosto 1976   | 29 marzo 1977    |
| Michel d'Ornano                        | Ministro della cultura e dell'ambiente | Nessuno                           | Nessuno                                                                                                   | Barre II        | 30 marzo 1977    | 5 aprile 1978    |
| Michel d'Ornano                        | Ministro dell'ambiente e dell'ambiente di vita | François Delmas                   | Segretario di Stato per l'ambiente                                                                        | Barre III       | 6 aprile 1978    | 22 maggio 1981   |
| Presidenza di François Mitterrand      | |                                   | |                 |                  |                  |
| Michel Crépeau                         | Ministro dell'ambiente | Alain Bombard                     | Segretario di Stato presso il ministro dell'ambiente                                                      | Mauroy I        | 22 maggio 1981   | 22 giugno 1981   |
| Michel Crépeau                         | Ministro dell'ambiente | Nessuno                           | Nessuno                                                                                                   | Mauroy II       | 23 giugno 1981   | 22 marzo 1983    |
| Pierre Mauroy                          | Primo ministro | Huguette Bouchardeau              | Segretario di Stato per de l'ambiente e la qualità della vita                                             | Mauroy III      | 24 marzo 1983    | 23 luglio 1984   |
| Huguette Bouchardeau                   | Ministro dell'ambiente | Nessuno                           | Nessuno                                                                                                   | Fabius          | 19 luglio 1984   | 20 marzo 1986    |
| Pierre Méhaignerie                     | Ministro dell'edilizia abitativa e della pianificazione regionale | Alain Carignon                    | Ministro delegato all'ambiente                                                                            | Chirac II       | 20 marzo 1986    | 12 maggio 1988   |
| Michel Rocard                          | Primo ministro | Brice Lalonde                     | Segretario di Stato per l'ambiente                                                                        | Rocard I        | 13 maggio 1988   | 28 giugno 1988   |
| Michel Rocard                          | Primo ministro | Brice Lalonde                     | Segretario di Stato per l'ambiente                                                                        | Rocard II       | 28 giugno 1988   | 29 marzo 1989    |
| Michel Rocard                          | Primo ministro | Brice Lalonde                     | Segretario di Stato per l'ambiente e la prevenzione dei grandi rischi tecnologici e naturali              | Rocard II       | 29 marzo 1989    | 2 ottobre 1990   |
| Michel Rocard                          | Primo ministro | Brice Lalonde                     | Ministro delegato responsabile dell'ambiente e della prevenzione dei grandi rischi tecnologici e naturali | Rocard II       | 2 ottobre 1990   | 16 maggio 1991   |
| Brice Lalonde                          | Ministro dell'ambiente | Nessuno                           | Nessuno                                                                                                   | Cresson         | 16 maggio 1991   | 4 aprile 1992    |
| Ségolène Royal                         | Ministro dell'ambiente | Nessuno                           | Nessuno                                                                                                   | Bérégovoy       | 4 aprile 1992    | 30 marzo 1993    |
| Michel Barnier                         | Ministro dell'ambiente | Nessuno                           | Nessuno                                                                                                   | Balladur        | 30 marzo 1993    | 18 maggio 1995   |
| Presidenza di Jacques Chirac           | |                                   | |                 |                  |                  |
| Corinne Lepage                         | Ministro dell'ambiente | Nessuno                           | Nessuno                                                                                                   | Juppé I e II    | 18 maggio 1995   | 2 giugno 1997    |
| Dominique Voynet                       | Ministro della pianificazione territoriale e dell'ambiente | Nessuno                           | Nessuno                                                                                                   | Jospin          | 4 giugno 1997    | 10 luglio 2001   |
| Yves Cochet                            | Ministro della pianificazione territoriale e dell'ambiente | Nessuno                           | Nessuno                                                                                                   | Jospin          | 10 luglio 2001   | 6 maggio 2002    |
| Roselyne Bachelot                      | Ministro dell'ecologia e dello sviluppo sostenibile (MEDD) | Tokia Saïfi                       | Segretario di Stato per lo sviluppo sostenibile                                                           | Raffarin I e II | 7 maggio 2002    | 30 marzo 2004    |
| Serge Lepeltier                        | Ministro dell'ecologia e dello sviluppo sostenibile (MEDD) | Tokia Saïfi                       | Segretario di Stato per lo sviluppo sostenibile                                                           | Raffarin III    | 31 marzo 2004    | 31 maggio 2005   |
| Nelly Olin                             | Ministro dell'ecologia e dello sviluppo sostenibile (MEDD) | Nessuno                           | Nessuno                                                                                                   | de Villepin     | 2 giugno 2005    | 15 maggio 2007   |
| Presidenza di Nicolas Sarkozy          | |                                   | |                 |                  |                  |
| Alain Juppé                            | Ministro di Stato, Ministro dell'ecologia, dello sviluppo sostenibile e della pianificazione (MEDAD)                                                                   | Nessuno                           | Nessuno                                                                                                   | Fillon I        | 18 maggio 2007   | 18 giugno 2007   |
| Jean-Louis Borloo                      | Ministro di Stato, Ministro dell'ecologia, dello sviluppo sostenibile e della pianificazione (MEDAD)                                                                   | Nathalie Kosciusko-Morizet        | Segretario di Stato per l'ecologia                                                                        | Fillon II       | 19 giugno 2007   | 18 marzo 2008    |
| Jean-Louis Borloo                      | Ministro di Stato, Ministro dell'ecologia, dell'energia, dello sviluppo sostenibile e della pianificazione regionale (MEEDDAT)                                         | Nathalie Kosciusko-Morizet        | Segretario di Stato per l'ecologia                                                                        | Fillon II       | 18 marzo 2008    | 15 gennaio 2009  |
| Jean-Louis Borloo                      | Ministro di Stato, Ministro dell'ecologia, dell'energia, dello sviluppo sostenibile e della pianificazione regionale (MEEDDAT)                                         | Chantal Jouanno                   | Segretario di Stato per l'ecologia                                                                        | Fillon II       | 21 gennaio 2009  | 23 giugno 2009   |
| Jean-Louis Borloo                      | Ministro di Stato, Ministro dell'ecologia, dell'energia, dello sviluppo sostenibile e del mare, responsabile delle tecnologie verdi e dei negoziati sul clima (MEEDDM) | Chantal Jouanno                   | Segretario di Stato per l'ecologia                                                                        | Fillon II       | 23 giugno 2009   | 13 novembre 2010 |
| Jean-Louis Borloo                      | Ministro di Stato, Ministro dell'ecologia, dell'energia, dello sviluppo sostenibile e del mare, responsabile delle tecnologie verdi e dei negoziati sul clima (MEEDDM) | Valérie Létard                    | Segretario di Stato per le tecnologie verdi e i negoziati sul clima                                       | Fillon II       | 23 giugno 2009   | 13 novembre 2010 |
| Nathalie Kosciusko-Morizet             | Ministro dell'ecologia, dello sviluppo sostenibile, dei trasporti e dell'edilizia abitativa (MEDDTL)                                                                   | Nessuno                           | Nessuno                                                                                                   | Fillon III      | 14 novembre 2010 | 22 febbraio 2012 |
| François Fillon                        | Primo ministro, Ministro dell'ecologia, dello sviluppo sostenibile, dei trasporti e degli alloggi                                                                      | Nessuno                           | Nessuno                                                                                                   | Fillon III      | 22 febbraio 2012 | 16 maggio 2012   |
| Presidenza di François Hollande        | |                                   | |                 |                  |                  |
| Nicole Bricq                           | Ministro dell'ecologia, dello sviluppo sostenibile e dell'energia (MEDDE)                                                                                              | Nessuno                           | Nessuno                                                                                                   | Ayrault I       | 16 maggio 2012   | 18 giugno 2012   |
| Delphine Batho                         | Ministro dell'ecologia, dello sviluppo sostenibile e dell'energia (MEDDE)                                                                                              | Nessuno                           | Nessuno                                                                                                   | Ayrault II      | 21 giugno 2012   | 2 luglio 2013    |
| Philippe Martin                        | Ministro dell'ecologia, dello sviluppo sostenibile e dell'energia (MEDDE)                                                                                              | Nessuno                           | Nessuno                                                                                                   | Ayrault II      | 2 luglio 2013    | 31 marzo 2014    |
| Ségolène Royal                         | Ministro dell'ecologia, dello sviluppo sostenibile e dell'energia (MEDDE)                                                                                              | Nessuno                           | Nessuno                                                                                                   | Valls I         | 2 aprile 2014    | 25 agosto 2014   |
| Ségolène Royal                         | Ministro dell'ecologia, dello sviluppo sostenibile e dell'energia (MEDDE)                                                                                              | Nessuno                           | Nessuno                                                                                                   | Valls II        | 26 agosto 2014   | 11 febbraio 2016 |
| Ségolène Royal                         | Ministro dell'ambiente, dell'energia e del mare, responsabile delle relazioni internazionali sul clima (MEEM)                                                          | Barbara Pompili                   | Segretario di Stato per la biodiversità                                                                   | Valls II        | 11 febbraio 2016 | 6 dicembre 2016  |
| Ségolène Royal                         | Ministro dell'ambiente, dell'energia e del mare, responsabile delle relazioni internazionali sul clima (MEEM)                                                          | Barbara Pompili                   | Segretario di Stato per la biodiversità                                                                   | Cazeneuve       | 6 dicembre 2016  | 15 maggio 2017   |
| Presidenza di Emmanuel Macron          | |                                   | |                 |                  |                  |
| Nicolas Hulot                          | Ministro di Stato, ministro della transizione ecologica e inclusiva | Nessuno                           | Nessuno                                                                                                   | Philippe I      | 17 maggio 2017   | 21 giugno 2017   |
| Nicolas Hulot                          | Ministro di Stato, ministro della transizione ecologica e inclusiva | Sébastien Lecornu e Brune Poirson | Segretari di Stato presso il ministro di Stato, ministro della transizione ecologica e inclusiva          | Philippe II     | 21 giugno 2017   | 4 settembre 2018 |
| François de Rugy                       | Ministro di Stato, ministro della transizione ecologica e inclusiva | Sébastien Lecornu e Brune Poirson | Segretari di Stato presso il ministro di Stato, ministro della transizione ecologica e inclusiva          | Philippe II     | 4 settembre 2018 | 16 ottobre 2018  |
| François de Rugy                       | Ministro di Stato, ministro della transizione ecologica e inclusiva | Brune Poirson e Emmanuelle Wargon | Segretari di Stato presso il ministro di Stato, ministro della transizione ecologica e inclusiva          | Philippe II     | 16 ottobre 2018  | 16 luglio 2019   |
| Élisabeth Borne                        | Ministro della transizione ecologica e inclusiva | Brune Poirson e Emmanuelle Wargon | Segretari di Stato presso il ministro della transizione ecologica e inclusiva                             | Philippe II     | 16 luglio 2019   | 3 luglio 2020    |
| Barbara Pompili                        | Ministro della transizione ecologica | Nessuno                           | Nessuno                                                                                                   | Castex          | 6 luglio 2020    | 26 luglio 2020   |
| Barbara Pompili                        | Ministro della transizione ecologica | Bérangère Abba                    | Segretario di Stato per la biodiversità                                                                   | Castex          | 26 luglio 2020   | 20 maggio 2022   |
| Amélie de Montchalin                   | Ministro della transizione ecologica e la coesione territoriale | Nessuno                           | Nessuno                                                                                                   | Borne           | 20 maggio 2022   | 4 luglio 2022    |
| Christophe Béchu                       | Ministro della transizione ecologica e la coesione territoriale | Bérangère Couillard               | Segretario di Stato per l'ecologia                                                                        | Borne           | 4 luglio 2022    | 20 luglio 2023   |
| Christophe Béchu                       | Ministro della transizione ecologica e la coesione territoriale | Sarah El Haïry                    | Segretario di Stato per la biodiversità                                                                   | Borne           | 20 luglio 2023   | 11 gennaio 2024  |
| Christophe Béchu                       | Ministro della transizione ecologica e la coesione territoriale | Hervé Berville                    | Segretario di Stato per il mare e la biodiversità                                                         | Attal; Barnier  | 8 febbraio 2024  | in carica        |